# Abitur en Baviera
El Abitur bávaro se adquiere luego de terminar con éxito la Kollegstufe, es decir los grados 12.º y 13.º del instituto secundario. Esto requiere que los alumnos pasen la prueba final, la cual es hecha por el Ministerio de Educación y Cultura (Kultusministerium) de Baviera. El reglamento de la Kollegstufe sobre la madurez académica y las pruebas de Abitur contempla varias formas de acceder a este nivel de estudios.

## Leistungskurse
Un Leistungskurs es un curso avanzado que abarca, por lo general, cinco horas de clase a la semana. Cada alumno escoge antes de entrar al 12.º grado dos materias de su elección, (menos ética) entre las que haya impartido durante los últimos dos años. A diferencia de las asignaturas básicas electivas, los cursos avanzados son más complicados y exigentes, además, en estas dos asignaturas los alumnos tendrán que aprobar un examen escrito de graduación.
Al elegir un Leistungskurs, el alumno tiene que tener en cuenta que una de las dos materias a elegir tiene que ser un Kernfach, es decir, una asignatura en la que haya escrito mínimo un ensayo. Además, una de las dos asignaturas debería ser alemán, un idioma extranjero moderno, matemáticas o ciencia natural. Por lo tanto, no es posible elegir la combinación economía y música, deporte y arte, etc.
El criterio de selección es la calificación obtenida durante el 11.º grado. El estudiante debe haber obtenido mínimo un 4 (siendo 1 la mejor nota y 6 la peor) para poder elegir la asignatura como curso avanzado y; en el caso de arte, música y deporte, un 3. 

## Tercera y cuarta asignatura
Además de los cursos avanzados, los exámenes del Abitur se dan también en dos asignaturas básicas electivas. El término tercera asignatura significa que el alumno debe realizar en esa materia un examen escrito, en la cuarta asignatura, un examen oral de 30 minutos llamado Colloquium.
Para elegir las dos asignaturas básicas, el estudiante debe tener en cuenta sus dos cursos avanzados y cumplir las siguientes condiciones: 
1. En dos de las asignaturas debe haber escrito un ensayo.
2. Por lo menos, una de las asignaturas debe ser matemáticas o una disciplina de las ciencias naturales.
3. Una de las materias debe ser alemán o una lengua extranjera.
4. Una de las asignaturas debe ser una ciencia social, por ejemplo: historia, geografía, economía y derecho o religión.
5. Si uno de los cursos avanzados es arte, música o deporte y el otro alemán, la tercera o cuarta asignatura debe ser matemáticas.
6. Si uno de los cursos avanzados es alemán y una ciencia social, la tercera o cuarta asignatura debe ser matemáticas o una lengua extranjera.

## Asignaturas básicas electivas
Los Grundkurse se eligen igual que los Leistungskurse al final del 11.º grado. 
Sin embargo, existe un exhaustivo reglamento que dificulta la optatitividad en este nivel. Lo importante es que los alumnos estudien las asignaturas durante los dos siguientes años y que estas sean alemán, historia, lengua extranjera, una ciencia natural, religión y deporte. Siendo así, los alumnos tienen de dos (historia, geografía) a cuatro (alemán) horas a la semana por asignatura básica electiva.

## El examen
El examen final, el Abitur, se da al final de los dos años. Las tres pruebas escritas duran, según la asignatura, entre tres y cinco horas. El examen oral dura 30 minutos y se divide en dos partes: 10 minutos de exposición sobre un tema específico y 20 minutos de examen oral. 
Todos los exámenes escritos en Baviera están centralizados, esto quiere decir que el Ministerio de Educación se encarga de realizar las pruebas y que los alumnos en todo el Estado federal las realizan al mismo tiempo y el mismo día. De esta manera, los profesores no pueden saber el contenido de que se examinará. El Abitur es corregido dos veces, la primera por el profesor de la asignatura y la segunda por un segundo docente, para asegurarse de que la calificación sea correcta. Los profesores deben corregir las pruebas según las indicaciones enviadas por el Ministerio de Educación. De esta manera, todos los alumnos tienen la misma oportunidad y las asignaturas no tienen por qué seguir un currículo estricto.